# Суза
Суза (італ. Susa, п'єм. Susa) — муніципалітет в Італії, у регіоні П'ємонт,  метрополійне місто Турин.
Суза розташована на відстані близько 570 км на північний захід від Рима, 55 км на захід від Турина.
Населення — 6540 осіб (2014).
Щорічний фестиваль відбувається 5 серпня. Покровитель — Santa Maria della neve.

## Демографія
Населення за роками:

Станом на 1 січня 2023 року в муніципалітеті офіційно проживав 451 іноземець з 37 країн, серед них 111 громадян країн Євросоюзу та 3 громадяни України.

## Сусідні муніципалітети
- Буссолено
- Джальйоне
- Гравере
- Маттіє
- Меана-ді-Суза
- Момпантеро